# Саксония (аллегория)

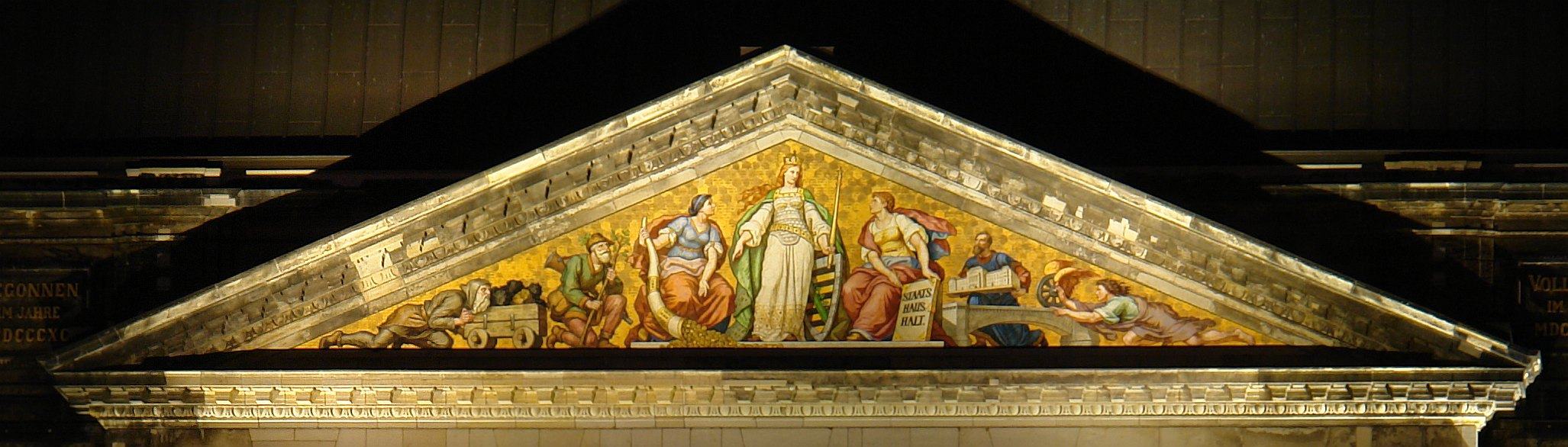
Изображение Саксонии на фронтоне здания министерства финансов Саксонии

Саксония (лат. Saxonia) — женский аллегорический образ и покровительница Саксонии, выступает как персонифицированный образ государственного образования Саксония аналогично Беролине и Баварии.
Одно из наиболее известных изображений Саксонии находится на фронтоне министерства финансов Саксонии в Дрездене и выполнено в 1896 году по проекту Антона Дитриха в технике майолики. Саксония принимает деньги от ремесленников и передает их на строительство, искусство и образование.
Над главным порталом центрального железнодорожного вокзала Дрездена находится скульптура работы Фридриха Ренча «Саксония», которую сопровождают аллегорические образы науки и техники.